# Louis Charles Antoine Desaix
Louis Charles Antoine Desaix [dəsɛ], född 17 augusti 1768 i Ayat-sur-Sioule, Auvergne, död 14 juni 1800 vid Marengo, Piemonte, var en fransk militär. 
Han steg snabbt i graderna under franska revolutionskrigen, blev brigadgeneral vid 26 års ålder och utmärkte sig bland annat under Napoleon Bonapartes egyptiska fälttåg. Han anlände i sista stund med förstärkningar till slaget vid Marengo, möjliggjorde därmed den franska segern men fanns efter slaget själv bland de stupade.
För att kunna åtskiljas från sin bror lade han i enlighet med tidens sed namnet på familjens förläning till sitt namn och kallade sig Louis Charles Antoine Desaix de Veygoux.

## Tidig karriär
Louis Desaix kom från en fattig adelsfamilj. Han fick sin militära utbildning vid l'École militaire d'Effiat, och som femtonåring gick han in vid franska kungliga armén som underlöjtnant vid regementet i Bretagne.
Sina första sex år i armén ägnade han åt flitiga studier av yrket. Vid franska revolutionens utbrott anslöt han sig till dess sak och vägrade lämna Frankrike, trots övertalningsförsök från de släktingar som flytt landet. Hans hängivenhet gjorde att han uppmärksammades av general Victor de Broglie, som gjorde honom till sin adjutant (aide-de-camp). När Broglie föll i onåd och giljotinerades under skräckväldet var kopplingen till generalen nära att kosta även Desaix livet, men han undkom och vann med sina framstående insatser snart den republikanska ledningens gillande.

## General i Rhen-armén
Hans militära begåvning visade sig under hans tjänstgöring i Rhen-armén, och han steg snabbt i graderna och gick från underlöjtnant till brigadgeneral på sju månader.
Brigadgeneral blev han efter sin insats vid Wissembourg 1793, och året efter utnämnde Victor Moreau honom till divisionsgeneral för hans insatser under 1794 års fälttåg. Under fälttåget 1795 gavs han befälet över Jean-Baptiste Jourdans högra flygel, och under Moreaus invasion av Bayern följande år innehade han ett lika betydande befäl. Under reträtten som följde ärkehertig Karls segrar vid Amberg och Würzburg förde Desaix befälet över Moreaus eftertrupp, och senare höll han under två månader den strategiskt viktiga befästningen vid Kehl mot en överlägsen österrikisk styrka. Framgångarna gjorde att han nämndes med tidens mest kända franska generaler, namn som Napoleon Bonaparte, Jean-Baptiste Jourdan, Lazare Hoche, François-Séverin Marceau och Jean-Baptiste Kléber. När förfreden i Leoben 1797 avbröt kriget reste Desaix till Italien för att träffa Bonaparte. De två generalerna kom bra överens, och Desaix delgavs tidigt Bonapartes planer på ett fälttåg till Egypten.

## Det egyptiska fälttåget
Tillfälligt tillsatt som befälhavare över Englandsarmén flyttades Desaix snart av Bonaparte till expeditionsstyrkan avsedd för Egypten. Det var Desaix division som fick ta emot huvuddelen av mamlukernas anfall vid slaget vid Pyramiderna, och hans anseende växte ytterligare efter segrarna över Murad Bey i Övre Egypten. Bland fellāherna kallades han "den rättrådige sultanen". När Bonaparte överlät befälet till Kléber och förberedde sin återresa till Frankrike fanns Desaix i det mindre sällskap som utsågs följa honom tillbaka. Av olika orsaker dröjde det dock många månader innan han kunde ansluta sig till Bonaparte.

## Slaget vid Marengo

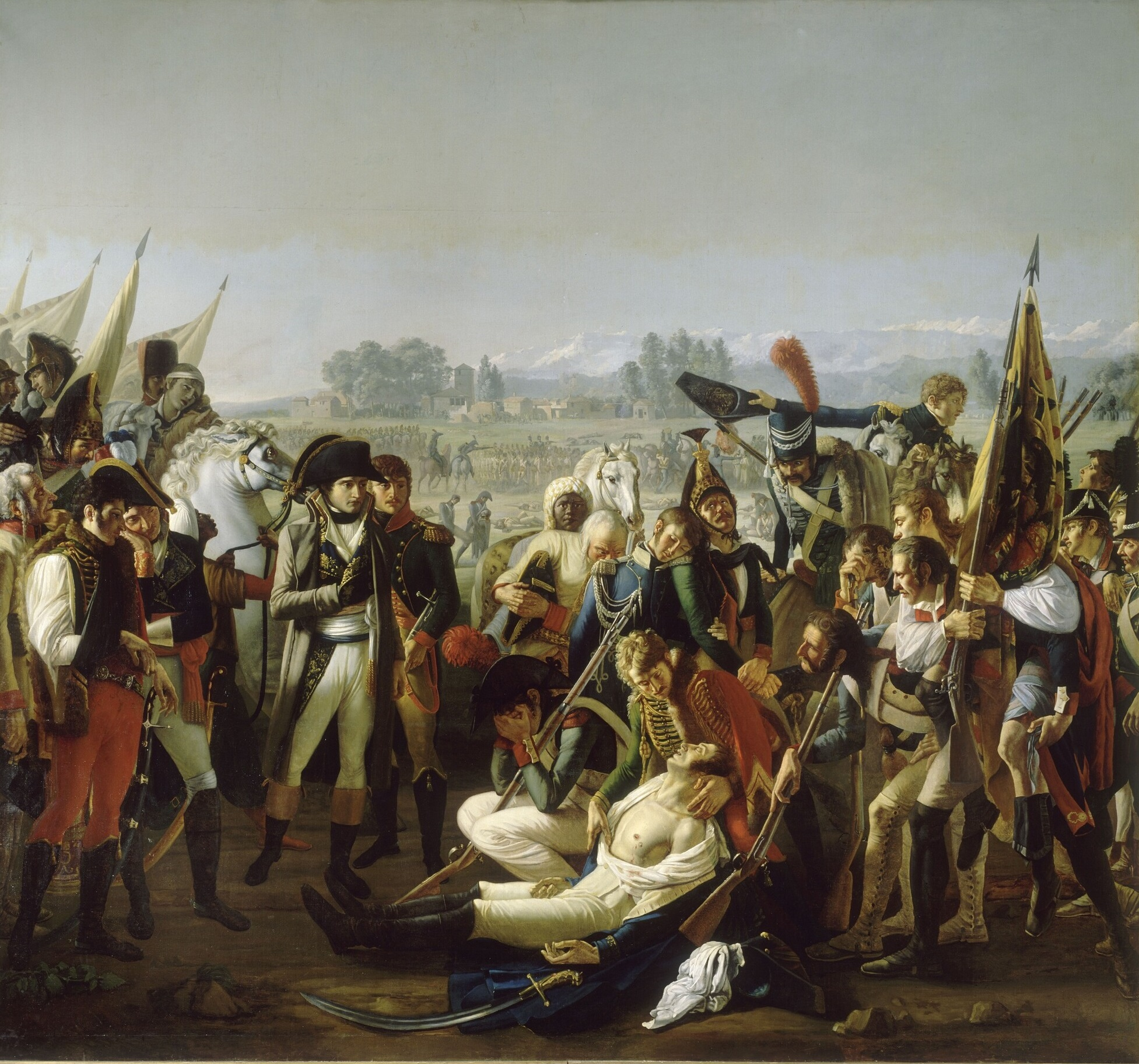
Desaix' död. Målning av Jean Broc (1806).

Fälttåget 1800 var nära sitt avgörande när Desaix slutligen anmälde sig till tjänst i Italien. Han tilldelades befälet över en armékår bestående av två infanteridivisioner, och avdelad med Jean Boudets division mot Rivalta hörde han 14 juni kanonerna vid Marengo. På eget initiativ vände han genast om och marscherade tillbaka mot Marengo, halvvägs mött av budbäraren som skickats för att återkalla honom. När Desaix anlände på eftermiddagen hade fransmännen tvingats tillbaka och österrikarna stod som segrare. Bonaparte frågade honom vad han ansåg om situationen, varpå Desaix tog fram sin klocka och lugnt sa:
| ” | Klockan är tre, slaget är förlorat. Men det finns ännu tid att vinna ett annat. | „ |

En sista, desperat ansträngning gjordes. Med ett anfall lett av Desaix kunde slaget till slut vändas till en fransk seger, men Desaix stupade, träffad i bröstet av en muskötkula.